# Carl Bonde
Carl Gustaf baron Bonde (Mörkö, 28 april 1872 - Hörningsholm, 13 juni 1957) was een Zweeds ruiter, die gespecialiseerd was in dressuur. Bonde nam deel aan de Olympische Zomerspelen 1912 en won toen de gouden medaille in de individueel dressuur. Zestien jaar later eindigde Bonde als negentiende individueel en won in de landenwedstrijd de zilveren medaille. Bonde was van beroep militair en hij was decennia lang stalmeester van het Zweedse hof.

## Resultaten
- Olympische Zomerspelen 1912 in Stockholm  individueel dressuur met Emperor
- Olympische Zomerspelen 1928 in Amsterdam 19e individueel dressuur met Ingo
- Olympische Zomerspelen 1928 in Amsterdam  landenwedstrijd dressuur met Ingo

1912: Carl Bonde ·
1920: Janne Lundblad ·
1924: Ernst Linder ·
1928: Carl Friedrich von Langen ·
1932: Xavier Lesage ·
1936: Heinz Pollay ·
1948: Hans Moser ·
1952: Henri Saint Cyr ·
1956: Henri Saint Cyr ·
1960: Sergej Filatov ·
1964: Henri Chammartin ·
1968: Ivan Kizimov ·
1972: Liselott Linsenhoff ·
1976: Christine Stückelberger ·
1980: Elisabeth Theurer ·
1984: Reiner Klimke ·
1988: Nicole Uphoff ·
1992: Nicole Uphoff ·
1996: Isabell Werth ·
2000: Anky van Grunsven ·
2004: Anky van Grunsven ·
2008: Anky van Grunsven ·
2012: Charlotte Dujardin ·
2016: Charlotte Dujardin ·
2020: Jessica von Bredow-Werndl ·
2024: Jessica von Bredow-Werndl
- LIBRIS: 290745
- Virtual International Authority File: 39360074